# Zenonina
Zenonina es un género de arañas araneomorfas de la familia Lycosidae. Se encuentra en África subsahariana.

## Lista de especies
Según The World Spider Catalog 12.0:
- Zenonina albocaudata Lawrence, 1952
- Zenonina fusca Caporiacco, 1941
- Zenonina mystacina Simon, 1898
- Zenonina rehfousi Lessert, 1933
- Zenonina squamulata Strand, 1908
- Zenonina vestita Simon, 1898